# Архиепархия Познани
 Архиепархия Познани  (лат. Archidioecesis Posnaniensis) — архиепархия Римско-Католической церкви с центром в городе Познань, Польша. В митрополию Познани входят епархия Калиша. Кафедральным собором архиепархии Познани является церковь святых Петра и Павла.

## История

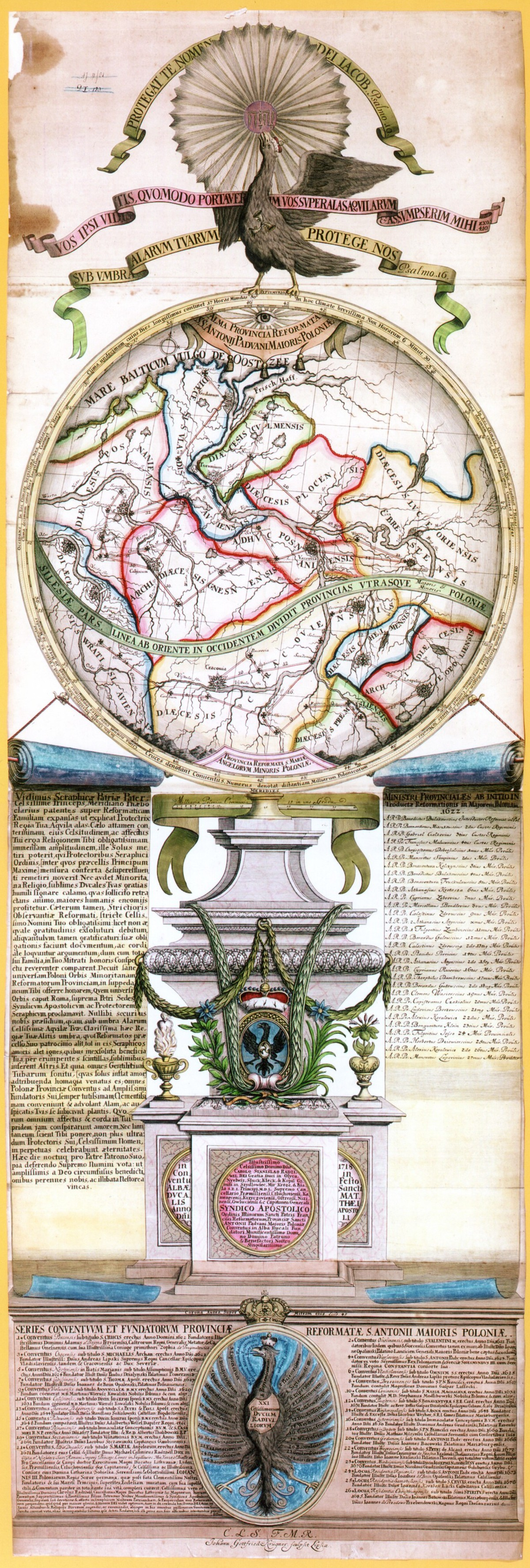
Декоративная карта 1718 г. (видно карты архиепархии — в частности Архиепархия Познани) — источник: Государственный Архив в Познани

В 968 году была создана епархия Познани, подчиняющуюся непосредственно Святому Престолу. В XI—XII веках епархия Познани подчинялась архиепархии Гнезно.
18 июля 1821 года епархия Познани была объединена персональной унией с архиепархией Гнезно.
12 ноября 1948 года Святой Престол выделил епархию Познани из архиепархии Гнезно и возвёл её в ранг архиепархии.
25 марта 1992 года архиепархия Познани передала часть своей территории новой епархии Калиша.

## Ординарии архиепархии
- епископ Йордан (968 — около 983);
- епископ Унгер (около 983—1012);
- епископ Романус (? — 1030);
- епископ Эдерам (1030-е) — в 1038 году епархия прекратила деятельность в результате языческого восстания и вторжения чешского князя Бржетислава I;
- епископ Франко (около 1085) — первый известный епископ после восстановления епархии в 1076 году;
- епископ Экхард (около 1100—1103?);
- епископ Генрих фон Зигбург (около 1105);
- епископ Павел (около 1112—1113);
- епископ Богуфал I (? — 1146);
- епископ Пеан (1146—1152);
- епископ Стефан (1152—1159);
- епископ Бернард (1159—1164);
- епископ Радван (1164—1172);
- епископ Керубин (1172—1180);
- епископ Арнольд I (1180—1186);
- епископ Свентослав (около 1186);
- епископ Гербард (около 1187);
- епископ Бенедикт (около 1193);
- епископ Мрокота (? — 1196);
- епископ Арнольд II (1201—1211);
- епископ Филип (1211);
- епископ Павел (1211—1242);
- епископ Богуфал II (1242—1253);
- епископ Пётр (1253—1254);
- епископ Богуфал III из Чернево (1254—1264);
- епископ Фаланта (1265—1267);
- епископ Миколай I (1267—1278);
- епископ Ян I из Высоковце (1278—1285);
- епископ Ян II Гербич (1285—1297);
- епископ Анджей Заремба (1297—1317);
- епископ Домарат Гржимала (1318—1324);
- епископ Ян III (1324—1335);
- епископ Ян IV из Кепы (1335—1346);
- епископ Анджей из Вислицы (1347—1348) — назначен епископом Звежинца;
- епископ Войцех Палука (1348—1355);
- епископ Ян V из Лютогнево (1356—1374);
- епископ Миколай II из Гурки (из Курника) (1375—1382);
- епископ Ян Кропидло (1382—1384) — назначен епископом Влоцлавека;
- епископ Доброгост из Нови-Двура (1384—1395) — назначен архиепископом Гнезно;
- епископ Миколай Куровский (1395—1399) — назначен епископом Влоцлавека;
- епископ Войцех Ястшембец (1399—1412);
- епископ Пётр Выш Радолиньский (1413—1414);
- епископ Анджей Ласкаж Гославский (1414—1426);
- епископ Мирослав Брудзевский (1426—1427);
- епископ Станислав Циолек (1428—1437);
- епископ Анджей Бниньский (1438—1479);
- епископ Уриэль Гурка (1479—1498);
- епископ Ян Лубраньский (1498—1520);
- епископ Пётр Томицкий (1520—1525) — назначен епископом Кракова;
- епископ Ян Латальский (1525—1536) — назначен епископом Кракова;
- епископ Ян (1536—1538);
- епископ Станислав Олесьницкий (1538—1539);
- епископ Себастьян Браницкий (1539—1544);
- епископ Павел Дунин-Вольский (1544—1546);
- епископ Бенедикт Издбеньский (1546—1553);
- епископ Анджей Чарнковский (1553—1562);
- епископ Адам Конарский (1562—1574);
- епископ Лукаш Косьцельский (1577—1597);
- епископ Ян Тарновский (1598—1600) — назначен епископом Влоцлавека;
- епископ Вавжинец Госьлицкий (1601—1607);
- епископ Анджей Опалинский (1607—1623);
- епископ Ян Венжик (1624—1627) — назначен архиепископом Гнезно;
- епископ Мацей Лубеньский (1627—1631) — назначен епископом Влоцлавека;
- епископ Адам Новодворский (1631—1634);
- епископ Хенрик Фирлей (1635);
- епископ Анджей Шолдрский (1636—1650)[1][2];
- епископ Флориан Казимеж Чарторыский (1650—1655) — назначен епископом Влоцлавека;
- епископ Войцех Толибовский (1655—1663);
- епископ Стефан Вежбовский (1664—1687);
- епископ Станислав Витвицкий (1688—1698);
- епископ Миколай Сьвенцицкий (1699—1707);
- епископ Миколай Бартоломей Тарло (1710—1715);
- епископ Кшиштоф Антоний Шембек (1716—1720) — назначен епископом Влоцлавека;
- епископ Пётр Тарло (1721—1722);
- епископ Ян Иоахим Тарло (1722—1732);
- епископ Станислав Юзеф Хозьюш (1733—1738);
- епископ Теодор Казимеж Чарторыский (1739—1768);
- епископ Анджей Станислав Млодзеёвский (1768—1780);
- епископ Антоний Оныфрий Окенцкий (1780—1793);
- епископ Игнаций Рачиньский (1794—1807) — назначен архиепископом Гнезно;
- епископ Тымотеуш Гоженьский (1809—1821) — назначен архиепископом Гнезно;
- архиепископ Валентин Дымек (3.05.1946 — 22.10.1956);
- архиепископ Антоний Бараняк (30.05.1957 — 20.08.1977);
- архиепископ Ежи Строба (21.09.1978 — 11.04.1996);
- архиепископ Юлиуш Пец (11.04.1996 — 28.03.2002);
- архиепископ Станислав Гондецкий (28.03.2002 — 19.03.2025);
- архиепископ Збигнев Зелинский (19.03.2025 — по настоящее время).

## Источник
- Annuario Pontificio, Libreria Editrice Vaticana, Città del Vaticano, 2003, ISBN 88-209-7422-3
- Bolla De salute animarum, Raffaele de Martinis, Iuris pontificii de propaganda fide. Pars prima, IV, Romae 1891, стр. 594 (лат.)
- Булла Totus Tuus Poloniae populus Архивная копия от 13 июля 2020 на Wayback Machine, AAS 84 (1992), стр. 1099 (лат.)